# Unreiner Reim
Der unreine Reim ist eine Form des Reims, bei dem die Lautfolge der Reimsilben nur annähernd übereinstimmt. Abweichungen treten in Klangfärbung und Betonung auf. Unreine Reime werden oft durch ähnliche klingende Konsonanten (d auf t) oder mit Umlauten gebildet (ä oder ö wird mit dem Selbstlaut e gereimt, auch der Umlaut ü mit dem Vokal i) ebenso wie mit ähnlich klingenden Vokalverbindungen (wie ei mit eu/äu).
Wie ein Gebild aus Himmels Höh’n,

mit züchtigen, verschämten Wangen

sieht er die Jungfrau vor sich stehn.

Friedrich Schiller: Das Lied von der Glocke, v. 63–65

## Formen
Man unterscheidet verschiedene Formen fehlender Übereinstimmung, die auch in Hinblick auf den Grad der Unreinheit unterschiedlich bewertet werden:
- Vokalquantität: Unterschiede in der Vokalquantität werden als auffällig und störend empfunden: Rat – hat; ruft – Luft
- Vokalqualität: Unterschiedliche, aber ähnliche Vokale fallen nur relativ wenig auf: Blick – Glück; Segen – Bögen
- Unterschiede bei ähnlichen Konsonanten werden meist kaum bemerkt, insbesondere der zwischen stimmhaft und stimmlos: Größe – Getöse, schlafen – Oktaven

Was die Bewertung unreiner Reime in normativen Poetiken und die Verwendung durch einzelne Dichter betrifft, so gibt es je nach Epoche erhebliche Unterschiede. So stellte etwa August von Platen hohe Anforderungen an die Reinheit des Reims, Johann Wolfgang Goethe und Friedrich Schiller dagegen gebrauchten häufig unreine Reime. Der bewusst unreine Reim kann auch als Kunstmittel verwendet werden, um den Eindruck von Naivität und einen volksliedhaften Ton zu erzeugen, so etwa bei Heinrich Heine:
Leise zieht durch mein Gemüt

Liebliches Geläute.

Klinge, kleines Frühlingslied.

Kling hinaus ins Weite.

Kling hinaus, bis an das Haus,

Wo die Blumen sprießen.

Wenn du eine Rose schaust,

Sag, ich laß sie grüßen.
In diesem Beispiel sind alle Reimpaare unrein, ohne dass dies groß auffallen oder gar stören würde. Dafür entsteht ein Eindruck von lieb-naiver, geradezu authentischer Herzigkeit.
Mitunter sind Reime vielleicht nur nach heutigen (hochdeutschen) Aussprachestandards als unrein anzusehen, nicht jedoch, wenn die mundartlichen Einflüsse berücksichtigt werden. Dies betrifft im Konkreten etwa die Auslautverhärtung, die Konsonantenschwächung und die in ober- und mitteldeutschen Mundarten weit verbreitete Entrundung. Ein Beispiel ist Goethes Verspaar „Ach neige / du schmerzensreiche“. Der Frankfurter Goethe sprach neiche. Und der Schwabe Schiller reimte Eile auf Keule (er sprach Keile) und süß auf Paradies.
Ebenso können Reime nur aus strenger hoch- bzw. schriftsprachlicher Sicht unrein sein, in Umgangssprache, Jugendsprache usw. aber reine Reime darstellen. So werden beim Rap häufig umgangssprachliche Ausspracheformen zur Reimbildung genutzt, beispielsweise wird Hammer auf Mama gereimt. Allerdings sind auch standardsprachlich unbetontes [⁠ɐ⁠] und unbetontes [⁠a⁠] vom Klang her sehr ähnlich.
Als spezifische Formen unreiner Reime unterscheidet man:
- historischer Reim: war zur Zeit seiner Entstehung rein, ist es aber aufgrund der Sprachentwicklung nicht mehr
- unebener Reim: zwar Gleichklang der reimenden Silben, jedoch unterschiedliche Betonung (Zeit – Ewigkeit)
- Assonanz: nur die Vokale, aber nicht die Konsonanten stimmen überein (wagen – laben)
- Konsonanz: nur die Konsonanten, nicht aber die Vokale stimmen überein; die Vokalquantität bleibt erhalten (wagen – Wogen)
- Endsilbenreim: reimt zwischen unbetonten oder nebentonigen Endsilben